# Intelsat 509
O Intelsat 509 (anteriormente denominado de Intelsat V F-9) foi um satélite de comunicação geoestacionário construído pela Ford Aerospace, ele era de propriedade da Intelsat, empresa atualmente sediada em Luxemburgo. O satélite foi baseado na plataforma Intelsat-5 bus e sua vida útil estimada era de 7 anos.

## História
O Intelsat V F-9 era parte de uma série avançada de satélites projetados para fornecer maior capacidade de telecomunicações para a rede global da Intelsat. Ele carregava um pacote Maritime Communications Services (MCS) para a Inmarsat, no entanto, o veículo de lançamento não conseguiu colocar o satélite em uma órbita útil.

## Lançamento
O satélite foi lançado com sucesso ao espaço no dia 9 de junho de 1984, às 23:03 UTC, por meio de um veículo Atlas-Centaur G-D1AR a partir da Estação da Força Aérea de Cabo Canaveral, na Flórida, EUA. Ele tinha uma massa de lançamento de 1.928 kg.

## Capacidade
O Intelsat 509 era equipado com 21 transponders de banda C e 4 de banda Ku para 12.000 circuitos de áudio e 2 canais de TV.
O satélite também levava uma carga móvel marítimo (sete transponders adicionais) para locação da Inmarsat.